# Canapost
Canapost és un ens local històric i una entitat de població del municipi de Forallac. Canapost va formar part de l'antic municipi de Peratallada fins al naixement del nou municipi, el 1975. Havia pertangut a la Vegueria de Girona i, després del Decret de Nova Planta, al Corregiment de Girona. Al poble s'hi arriba per una carretera que surt de Vulpellac i porta cap a Peratallada i Ullastret.
El nucli està format per una dotzena escassa de masies bastides a la vora de l'església parroquial de Sant Esteve; alguns altres masos, dispersos, pertanyen també a aquesta parròquia.

## Història
L'indret s'esmenta per primera vegada en un document de l'any 901 amb el nom de Caneposto. En la fundació de la vida canònica a la Seu de Girona, de l'any 1019, s'al·ludeix a un alou de la parròquia de Canapost. L'etimologia del topònim no està clara. S'ha dit que cana pot tenir sentit de fita o pedra de camí, suposició que s'avindria amb l'emplaçament del lloc a la vora d'un antic viarany.
El 2005 un equip d'arqueòlegs van descobrir 18 sarcòfags antropomorfs a peu de l'església, originaris del segle x, segons informen els estudis de Carboni 14 realitzats per Daniel Punseti.